# Трапаидзе, Гоча Важаевич
Гоча Важаевич Трапаидзе (груз. გოჩა ვაჟას ძე ტრაპაიძე; азерб. Qoca Trapaidze; 9 мая 1976, Тбилиси, Грузинская ССР, СССР) — грузинский футболист, полузащитник. Выступал за клубы из Грузии, Чехии, Украины и Азербайджана. Являлся игроком молодёжной сборной Грузии.

## Биография

### Клубная карьера
В 1992 году начал профессиональную карьеру в столичном клубе «Крцаниси», который выступал во Второй лиге Грузии. В составе команды провёл 25 матчей. С 1993 года по 1995 год являлся игроком тбилисского «Динамо». Вместе со столичным клубом Трапаидзе дважды становился чемпионом Грузии, сыграв за «Динамо» 15 игр. В сезоне 1995/96 выступал за фарм-клуб «Динамо» в Первой лиге Грузии и забил 7 голов в 15 матчах.
Следующий сезон провёл в высшем грузинском дивизионе играя за батумское «Динамо», где Гоча провёл 13 игр и забил 3 мяча. Летом 1997 года перешёл в «Сиони». В составе команды провёл полгода и забил 3 гола в 15 матчах. В 1998 году выступал в третьем по силе дивизионе Чехии за «Земан» из города Брно. Летом 1999 года стал игроком другого чешского клуба «Карвина», который играл в чемпионате Чехии. Гоча Трапаидзе сыграл в 5 играх. После чего, вернулся в Грузию, где выступал за «Колхети-1913» на протяжении следующих полутора лет и сыграл в 37 матчах, в которых забил 3 гола.
Летом 2000 года грузинский полузащитник присоединился к симферопольской «Таврии». 12 июля 2000 года дебютировал в чемпионате Украины в домашнем матче против тернопольской «Нивы». Трапаидзе вышел в начале второго тайма вместо Игоря Кислова, а поединок закончился победой крымчан (3:0). Летом 2001 года «Таврия» участвовала в Кубке Интертото, во втором раунде команда по сумме двух матчей обыграла болгарский «Спартак» (5:2). В следующем раунде в двухматчевом противостоянии «таврийцы» уступили французскому «Пари Сен-Жермен» (0:5). Трапаидзе принял участие во всех четырёх играх. В сезоне 2001/02 вместе с Юрием Донюшкиным стал лучшим гвардейцем команды, проведя 25 матчей. 7 апреля 2002 года Гоча забил гол в ворота запорожского «Металлурга», который стал 400-м пропущенным голом этой команды в чемпионате Украины.
В декабре 2002 года руководство «Таврии» выставило его на трансфер, Трапаидзе мог перейти в стан криворожского «Кривбасса», но в итоге он остался в Крыму ещё на полгода. В июне 2003 года сыграл во Второй лиге Украины за симферопольское «Динамо». Летом 2003 года покинул «Таврию» в статусе свободного агента.
В итоге перейдя в клуб Второй лиги Украины — бурштынский «Энергетик». Гоча Трапаидзе принял участие в матче 1/32 финала Кубка Украины против ровенского «Вереса», игра завершилась победой его команды. Однако, Федерация футбола Украины аннулировала результат встречи и назначила «Энергетику» техническое поражение, так как Трапаидзе не имел право играть в Кубке Украины. Всего за «Энергетик» он провёл 11 матчей и забил 3 гола.
Зимой 2004 года подписал контракт с луцкой «Волынью». В чемпионате Украины он сыграл 4 игры, также он провёл 1 игру во Второй лиге Украины за фарм-клуб «Икву».
Летом 2004 года перешёл в новосозданный азербайджанский клуб «Карван» из города Евлах. В сезоне 2004/05 команда стала бронзовым призёром чемпионата Азербайджана и получила право выступать в Кубке Интертото. В первом раунде «Карван» уступил польскому «Леху» с общим счётом (4:1). Трапаидзе принял участие только в выездной игре. В сезоне 2005/06 команда завоевала серебряные медали первенства, а также дошла до финала Кубка Азербайджана, где уступила агдамскому «Карабаху» (1:2). В следующем сезоне «Карван» представлял Азербайджан в Кубке УЕФА. В первом квалификационном раунде клуб обыграл словацкий «Спартак» (2:0) по сумме двух матчей, однако в следующем раунде уступил чешской «Славии» (0:2). Трапаидзе принял участие во всех 4 играх.
Всего за «Карван» Гоча Трапаидзе провёл в чемпионате 78 игра и забил 1 гол. В мае 2008 года стало известно, что руководство азербайджанского клуба не будет продлевать с ним контракт. В настоящее время (2015 год) он не занимается футбольной деятельностью.

### Карьера в сборной
В составе молодёжной сборной Грузии до 21 года провёл 3 матча.
В 2005 году получил гражданство Азербайджана. В марте 2005 года главный тренер сборной Азербайджана Карлос Алберто Торрес вызвал Трапаидзе на матчи против Англии и Польши. Отмечая достоинства Гочи, он назвал его игру левой ногой. В итоге за Азербайджан натурализованный грузин не сыграл, так как был заигран за молодёжную сборную Грузии.

## Достижения
«Динамо» (Тбилиси)
- Чемпион Грузии (2): 1993/94, 1994/95

«Карван»
- Серебряный призёр чемпионата Азербайджана (1): 2005/06
- Бронзовый призёр чемпионата Азербайджана (1): 2004/05
- Финалист Кубка Азербайджана (1): 2005/06